# NGC 6369
NGC 6369 (maglica Mali duh) je planetna maglica u zviježđu Zmijonoscu.
Glavna struktura prstena u maglici je oko poprijeko dužine jedne svjetlosne godine i svijetli od ioniziranog kisika, vodika i dušika te je stoga plave, zelene i crvene boje, respektivno.
Maglicu Mali duh ne valja brkati s maglicom Duh (Sh2-136) niti maglicom Duhovom glavom (NGC 2080).
Središnja zvijezda u maglici je bijeli patuljak HD 158269 koji odašilja snažne valove ultraljubičastih valnih dužina i napaja sjaj maglice.

## Vanjske poveznice
- (engl.) SEDS: NGC 6369
- (engl.) Hartmut Frommert: Revidirani Novi opći katalog
- (engl.) Izvangalaktička baza podataka NASA-e i IPAC-a
- (engl.) Astronomska baza podataka SIMBAD
- (engl.) VizieR
- (engl.) Auke Slotegraaf: NGC 6369 Deep Sky Observer's Companion
- (engl.) Courtney Seligman: Objekti Novog općeg kataloga: NGC 6350 - 6399